# Tej Parker
Tej Parker, interpretato da Ludacris, è uno dei protagonisti della celebre saga Fast and Furious. È un amico di Brian O'Conner e fa la sua prima apparizione in 2 Fast 2 Furious.

## Biografia del personaggio
Tej ha una officina dove organizza gare di moto ad acqua e inoltre organizza delle street races. Viene definito l'uomo giusto a Miami per fare soldi per i suoi molti modi.
Appare per la prima volta come direttore di gare clandestine in 2 Fast 2 Furious e non trovando un quarto pilota, chiama allora il suo amico Brian per farlo partecipare con la sua Nissan Skyline GT-R34.
Ha aiutato Brian e Roman a realizzare il piano per mimetizzarsi e fuggire dalla polizia di Miami fingendosi Brian utilizzando la sua macchina mentre Brian invece era già arrivato allo Yatch di Carter Verone, antagonista del film.
Apparirà nuovamente in Fast & Furious 5 per far parte del Team che rapinerà il signore della droga brasiliano Hernan Reyes, per poi diventare protagonista nella saga e apparire in ogni film.

## Filmografia
| Anno | Film             | Anno | Film             | Anno   | Film    |
| ---- | ---------------- | ---- | ---------------- | ------ | ------- |
| 2003 | 2 Fast 2 Furious | 2015 | Fast & Furious 7 | 2023   | Fast X  |
| 2011 | Fast & Furious 5 | 2017 | Fast & Furious 8 | 2026-? | Fast XI |
| 2013 | Fast & Furious 6 | 2021 | Fast & Furious 9 |        |         |